# Will.i.am
William James Adams Jr, (sinh ngày 15 tháng 3 năm 1975) được biết đến nhiều hơn với nghệ danh will.i.am (will-i-am) và thỉnh thoảng là nghệ danh Zuber Blahq, là một rapper người Mỹ, nhà soạn nhạc và viết nhạc, diễn viên, nhà sản xuất, và còn là giám đốc sáng tạo đột phá của Intel. Will trở nên nổi tiếng từ những năm 90 như là một thành viên của nhóm nhạc hiphop Black Eyed Peas cùng với những rapper khác như alp.de.ap và Taboo, và sau đó là ca sĩ R&B Fergie. Trong vai trò nhà sản xuất âm nhạc, anh đã hợp tác sản xuất với những nghệ sĩ khác như Michael Jackson, 2NE1, U2, Usher, Cheryl Cole, và Daddy Yankee.
Hiện tại, anh đang làm huấn luyện viên cho chương trình The Voice UK cùng với Tom Jones, Kylie Minogue và Ricky Wilson.

## Danh sách đĩa nhạc
Xem thêm: Danh sách đĩa nhạc của The Black Eyed Peas
Album phòng thu
- Lost Change (2001)
- Must B 21 (2003)
- Songs About Girls (2007)
- #willpower (2013)

## Danh sách phim

### Phim
| Năm  | Tên                                 | Vai         | Ghi chú    |
| ---- | ----------------------------------- | ----------- | ---------- |
| 2008 | Madagascar: Escape 2 Africa         | Moto Moto   | Lồng tiếng |
| 2009 | X-Men Origins: Wolverine            | John Wraith |            |
| 2009 | Arthur and the Revenge of Maltazard | Snow        | Lồng tiếng |
| 2010 | Date Night                          | Chính anh   | Khách mời  |
| 2010 | Bouncing Cats                       | Elton John  |            |
| 2011 | Rio                                 | Pedro       | Lồng tiếng |

### Phim truyền hình
| Năm   | Tên                | Vai                      | Ghi chú                                              |
| ----- | ------------------ | ------------------------ | ---------------------------------------------------- |
| 2005  | Joan of Arcadia    | Three Card Monte Guy God | Tập phim: "Independence Day"                         |
| 2007  | Cane               | Chính anh                | Tập phim: "A New Legacy"                             |
| 2011  | The Cleveland Show | Bernard                  | Lồng tiếng                                           |
| 2012- | The Voice UK       | Chính anh                | Huấn luyện viên và cố vấn cho các nghệ sĩ, Mùa 1 & 2 |
| 2012  | Top Gear           | Chính anh                | Ngôi sao khách mời                                   |
| 2012  | The X Factor       | Chính anh                | Cố vấn khách mời của Britney Spears.                 |

### Video trò chơi
| Năm  | Tên                            | Vai         | Ghi chú    |
| ---- | ------------------------------ | ----------- | ---------- |
| 2009 | X-Men Origins: Wolverine       | John Wraith | Lồng tiếng |
| 2011 | The Black Eyed Peas Experience | Chính anh   |            |